# Декория (тауншип, Миннесота)
Декория (англ. Decoria) — тауншип в округе Блу-Эрт, Миннесота, США. На 2000 год его население составило 922 человека.

## География
По данным Бюро переписи населения США площадь тауншипа составляет 92,7 км², из которых 92,7 км² занимает суша, водоёмов нет.

## Демография
По данным переписи населения 2000 года здесь находились 922 человека, 329 домохозяйств и 273 семьи.  Плотность населения —  9,9 чел./км².  На территории тауншипа расположено 340 построек со средней плотностью 3,7 построек на один квадратный километр. Расовый состав населения: 99,57 % белых, 0,11 % азиатов, 0,11 % c Тихоокеанских островов, 0,11 % — других рас США и 0,11 % приходится на две или более других рас. Испанцы или латиноамериканцы любой расы составляли 0,98 % от популяции тауншипа.
Из 329 домохозяйств в 38,0 % воспитывались дети до 18 лет, в 76,0 % проживали супружеские пары, в 4,3 % проживали незамужние женщины и в 17,0 % домохозяйств проживали несемейные люди. 11,9 % домохозяйств состояли из одного человека, при том 6,4 % из — одиноких пожилых людей старше 65 лет. Средний размер домохозяйства — 2,80, а семьи — 3,06 человека.
27,3 % населения младше 18 лет, 6,2 % в возрасте от 18 до 24 лет, 29,3 % от 25 до 44, 25,8 % от 45 до 64 и 11,4 % старше 65 лет. Средний возраст — 38 лет. На каждые 100 женщин приходилось 110,5 мужчин.  На каждые 100 женщин старше 18 приходилось 106,8 мужчин.
Средний годовой доход домохозяйства составлял 52 639 долларов, а средний годовой доход семьи —  58 250 долларов. Средний доход мужчин —  39 464  доллара, в то время как у женщин — 22 500. Доход на душу населения составил 20 996 долларов. За чертой бедности находились 3,0 % семей и 2,6 % всего населения тауншипа, из которых 0,8 % младше 18 и 7,0 % старше 65 лет.